# Sergio Castro Martínez
Sergio Arturo Castro Martínez (12 de marzo de 1941 - ) es un ingeniero agrónomo, maestro y veterinario que reside en la ciudad de San Cristóbal de las Casas en Chiapas, México, 

## Obra
Dedica la mayor parte de su tiempo a la ayuda humanitaria y al estudio de las poblaciones indígenas. Debido a su labor humanitaria con diversos grupos indígenas y turistas interesados en Chiapas, Castro se ha convertido en políglota, pues además del español, su lengua materna, habla francés, italiano, inglés y lenguas indígenas como el tzotzil, el tzeltal y el maya. Ha pasado la mayor parte de su vida ayudando a construir escuelas, desarrollando sistemas de tratamiento de agua y brindando ayuda médica a los pobladores de Chiapas. Viaja diariamente a los pueblos indígenas de los alrededores y a las zonas urbanas marginadas para cuidar la salud y el desarrollo social de los desprotegidos. Yok Chij es una fundación caritativa que creó y registró en México. Sergio tiene seguidores de todo el mundo que apoyan sus esfuerzos con donaciones monetarias y suministros para tratar a sus pacientes con quemaduras.

## Reconocimientos
Durante sus años de servicio, Sergio ha recibido como regalo atuendos tribales, estatuillas, máscaras, herramientas y elementos decorativos de los aldeanos que ha ayudado. Exhibe cuidadosamente todos estos artículos en su Museo de trajes regionales. El Museo también sirve como clínica de consulta diaria para los necesitados. Él mismo ofrece el recorrido por el museo y utiliza los ingresos para seguir financiando obras benéficas. Le han otorgado varios reconocimientos por sus esfuerzos humanitarios, incluyendo la Medalla al Mérito Sancristobalense el 31 de marzo de 2009, concedida por el Consejo Municipal en una ceremonia realizada en el Ayuntamiento.

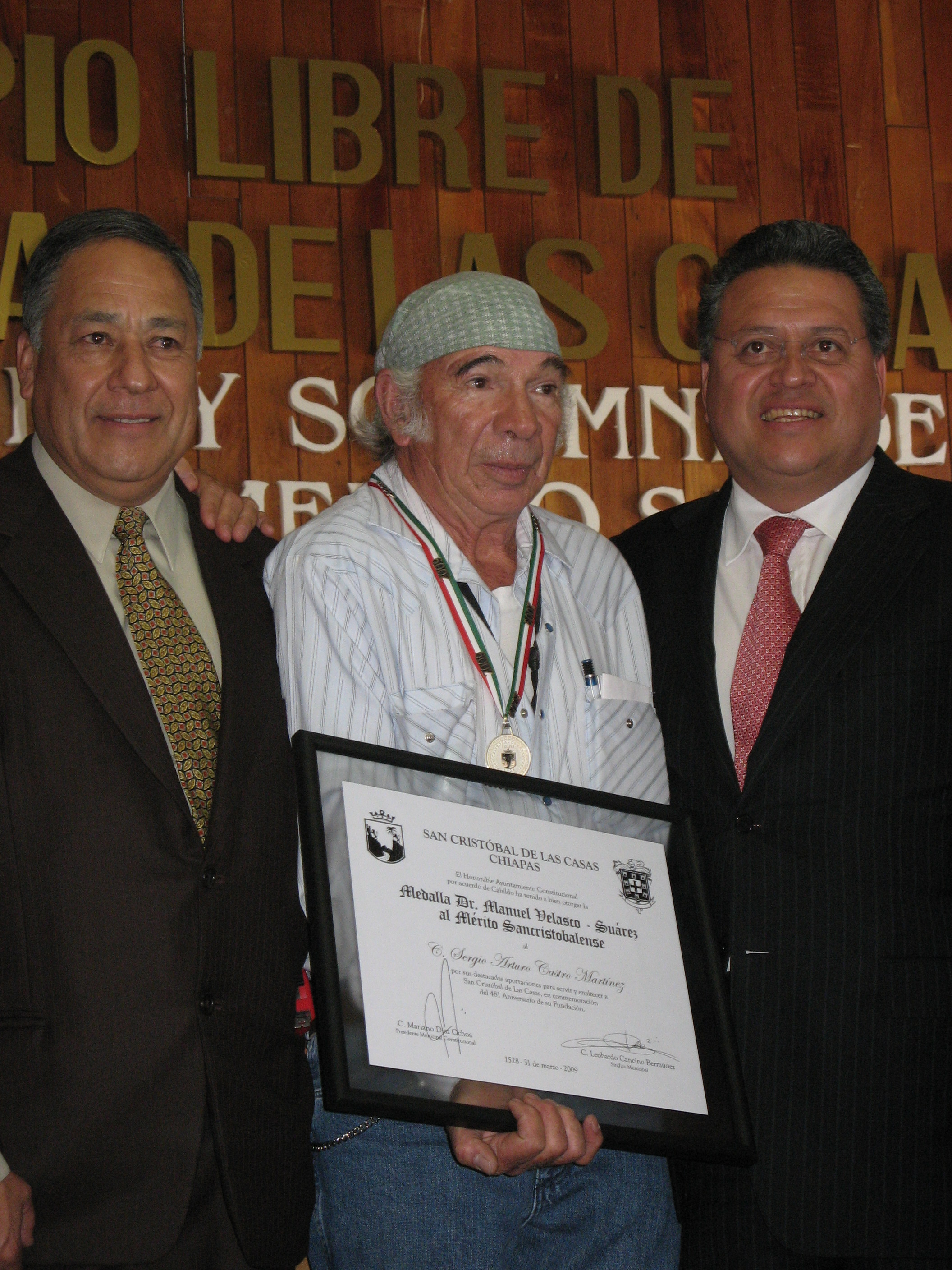
Sergio Castro (en el medio) en marzo de 2009.